# Soy como quiero ser
Soy Como Quiero Ser es el quinto álbum de estudio grabado por el cantante mexicano Luis Miguel, lanzado al mercado por Warner Bros. Records para Estados Unidos y WEA Latina para Hispanoamérica y Resto del mundo el 15 de julio de 1987. En 1988 el álbum Soy como quiero ser obtuvo una nominación al Premio Grammy a la Mejor Interpretación de Pop Latino en los 30°. edición anual de la Premios Grammy, pero finalmente perdió contra Un hombre solo de Julio Iglesias.Este álbum tuvo ventas de más de 5 millones de copias 

## Antecedentes
El álbum estuvo producido por el compositor y productor musical español Juan Carlos Calderón, que generó con este disco un profundo cambio de estilo (más internacional) y el aumento de popularidad del artista. Las interpretaciones especiales de duetos en "Sin hablar" es con la cantante y actriz estadounidense Laura Branigan, en "No me puedo escapar de ti" es con la actriz y cantante mexicana Rocío Banquells y en los metales por Mark Russo.
En febrero de 1988 se lanzó una edición especial para Brasil con tres temas adaptados al portugués que sustituyeron a sus versiones en español y mientras que la canción "No puedo escapar de ti" con Rocío Banquells es sustituida por una versión solo cantada por Luis Miguel.[cita requerida]

## Lista de canciones
| Soy como quiero ser |                                                        |                                                                                               |          |  |
| N.º                 | Título                                                 | Escritor(es)                                                                                  | Duración |  |
| 1.                  | «Es mejor» (Reach Out, I'll Be There)                  | Lamont Dozier, Eddie Holland, Brian Holland Adapt: al español: Alejandro Monroy, Carlos Villa | 3:51     |  |
| 2.                  | «Sin hablar» (con Laura Branigan)                      | Juan Carlos Calderón                                                                          | 4:30     |  |
| 3.                  | «Ahora te puedes marchar» (I Only Want To Be With You) | Ivor Raymonde, Mike Hawker Adapt: al español: Luis Gómez-Escolar                              | 3:15     |  |
| 4.                  | «Yo que no vivo sin ti» (Io che non vivo (senza te))   | Pino Donaggio, Vito Pallavicini Adapt: al español: Luis Gómez-Escolar                         | 3:31     |  |
| 5.                  | «Eres tú»                                              | Juan Carlos Calderón                                                                          | 4:11     |  |
| 6.                  | «Sólo tú» (Only You)                                   | Ande Rand, Buck Ram Adapt: al español: Carlos Toro                                            | 3:21     |  |
| 7.                  | «No puedo escapar de ti» (con Rocío Banquells)         | Juan Carlos Calderón                                                                          | 3:31     |  |
| 8.                  | «Cuando calienta el sol»                               | Rafael Gastón Pérez, Carlos Rigual, Mario Rigual, Carlos Alberto Martinoli                    | 3:57     |  |
| 9.                  | «Soy como quiero ser»                                  | Luisito Rey                                                                                   | 2:55     |  |
| 10.                 | «Perdóname» (All by Myself)                            | Eric Carmen Adapt: al español: Carlos Toro                                                    | 3:31     |  |
| 11.                 | «Sunny»                                                | Bobby Hebb Adapt: al español: Luis Gómez-Escolar                                              | 3:18     |  |
| 39:21               |                                                        |                                                                                               |          |  |

© MCMLXXXVII. WEA International Inc.

| Soy como quiero ser (Edição Brasileira) |                                                         |                                                                                               |          |  |
| N.º                                     | Título                                                  | Escritor(es)                                                                                  | Duración |  |
| 1.                                      | «Es mejor» (Reach Out, I'll Be There)                   | Lamont Dozier, Eddie Holland, Brian Holland Adapt: al español: Alejandro Monroy, Carlos Villa | 3:51     |  |
| 2.                                      | «Sin hablar» (con Laura Branigan)                       | Juan Carlos Calderón                                                                          | 4:30     |  |
| 3.                                      | «Agora Você Pode Ir» (I Only Want To Be With You)       | Ivor Raymonde, Mike Hawker Adapt: al español: Luis Gómez Escolar                              | 3:15     |  |
| 4.                                      | «Eu Que Não Vivo Sem Você» (Io che non vivo (senza te)) | Pino Donaggio, Vito Pallavicini Adapt: al español: Luis Gómez-Escolar                         | 3:31     |  |
| 5.                                      | «Era Você» (Eres tú)                                    | Juan Carlos Calderón                                                                          | 4:11     |  |
| 6.                                      | «Sólo tú» (Only You)                                    | Ande Rand, Buck Ram Adapt: al español: Carlos Toro                                            | 3:21     |  |
| 7.                                      | «No puedo escapar de ti» (con Rocío Banquells)          | Juan Carlos Calderón                                                                          | 3:31     |  |
| 8.                                      | «Cuando calienta el sol»                                | Rafael Gastón Pérez, Carlos Rigual, Mario Rigual, Carlos Alberto Martinoli                    | 3:57     |  |
| 9.                                      | «Soy como quiero ser»                                   | Luisito Rey                                                                                   | 2:55     |  |
| 10.                                     | «Perdóname» (All by Myself)                             | Eric Carmen Adapt: al español: Carlos Toro                                                    | 3:31     |  |
| 11.                                     | «Sunny»                                                 | Bobby Hebb Adapt: al español: Luis Gómez-Escolar                                              | 3:18     |  |
| 39:21                                   |                                                         |                                                                                               |          |  |

## Créditos y personal

### Músicos y productores
- Producción musical: Juan Carlos Calderón
- Productor ejecutivo: Luisito Rey
- Arreglos musicales: "Sin hablar", "Cuando calienta el sol", "Sólo tú" y "Yo que no vivo sin ti" por Juan Carlos Calderón.
- "No me puedo escapar de ti", "Ahora te puedes marchar" y "Eres tú" por KC Porter.
- "Es mejor" y "Sunny" por Randy Kerber
- "Perdóname" y "Soy como quiero ser" por Erich Bulling
- Coordinador de grabación: Lisa Marie
- Ingeniero de grabación y mezcla: Benny Faccone
- Grabado en Récord One Recording Studios, Sherman Oaks (California)
- Grabaciones adicionales en Metropolis Studios, North Hollywood (California)
- Mezclado en George Tobin Studios y Sunset Sound Studios, North Hollywood, California
- Máster realizado por Bernie Grundman en Grundman Mastering Lab, Hollywood, California
- Mánager personal: Luisito Rey
- Management: Cavallo, Ruffalo and Fargnoli / Jamie Shoop
- Diseño de portada: Michael Rey
- Fotografía: Randee St. Nicholas
- Vestuario: Elisabetta Rogiani
- Maquillaje: María Cárter
- Coros en "Sin hablar": Laura Branigan
- Coros en "No me puedo escapar de ti": Rocío Banquells
- Bajo: Dennis Belfield
- Batería: Carlos Vega
- Guitarras: Paul Jackson, Jr. y Dann Huff
- Sintetizadores y piano: Juan Carlos Calderón, KC Porter
- Saxofón: Joel Peskin
- Arreglo de cuerdas: Ezra Kliger
- Coros: Tony DeFranco, KC Porter, Isela Sotelo y Darlene Koldenhoven
- Arreglos de coros: Juan Carlos Calderón
- Rocío Banquells aparece como cortesía de WEA México
- Laura Branigan aparece como cortesía de Atlantic Records
- Mark Russo aparece como cortesía de MCA Records
- Jerry Hey: trompeta y fliscorno
- Marc Russo: saxofón barítono y tenor
- Bill Reichenbach: trombón
- Gary Grant: trompeta y fliscorno
- Brunette Dillon: trompeta y fliscorno
- Charles Davis trompeta y fliscorno
- Jim Sawyer: saxofón barítono y tenor
- Joseph Johnson: trombón
- Joel Peskin: saxofón alto